# Aventiola maculifera
Aventiola maculifera är en fjärilsart som beskrevs av Otto Staudinger 1892. Aventiola maculifera ingår i släktet Aventiola och familjen nattflyn. Inga underarter finns listade i Catalogue of Life.